# Männerbund
Le Männerbund, littéralement « troupe d'hommes », est une forme d'organisation guerrière basée sur un rituel d'initiation et/ou un serment de loyauté entre ses membres ou entre ses membres et le chef de la troupe.

## Origine du concept
Le Männerbund a été utilisé en 1902 par Heinrich Schurtz (en) pour décrire les rites d'initiation en Afrique de l'Est. Dans l'Allemagne wilhelmienne, le concept est repris et partiellement détourné par les défenseurs du Jugendbewegung, notamment Hans Blüher.
En 1938, dans sa thèse, Stig Wikander applique ce terme aux bandes de jeunes guerriers indo-européens, comme les Maruts dans le monde mythique du Rig-Véda ou les Maryannu du Mittani. Ensuite, Georges Dumézil fait du « Männerbund » un trait typique des cultures indo-européennes, et le terme est repris depuis dans cette acception.

## Dans les sociétés indo-européennes
Le jeune garçon quitte très tôt sa famille pour s'intégrer à un groupe de jeunes hommes de son âge qui, sous la direction d'aînés chargés de leur initiation, partent dans la nature sauvage où on leur apprend à survivre par eux-mêmes, à la manière des animaux. À l'issue de cette épreuve, l'enfant est censé mourir pour renaître dans la classe d'âge des jeunes hommes. C'est la raison pour laquelle il existe une assimilation fréquente de ces jeunes hommes à des morts, dont ils prennent l'apparence, par exemple par le port de vêtements noirs. L'initiation comporte une formation médicale. Les dieux et les héros du Männerbund sont pour la plupart médecins.
La pratique a persisté quand la société archaïque a laissé la place à la société des trois fonctions, où les Jumeaux divins deviennent les dieux de la troisième fonction. Dans cette société fondamentalement lignagière, le jeune garçon rejoignait sa famille à l'issue de la période d'initiation en marge de la communauté ; c'est le cas pour l'éphébie athénienne et la cryptie lacédémonienne, qui conservent l'une et l'autre des vestiges de ces pratiques anciennes.
Il est probable également, selon Jean Haudry, que dans ces sociétés hiérarchisées l'initiation l'était aussi, et que l'initiation des jeunes nobles comportait aussi une formation intellectuelle, une transmission de la tradition et de son expression poétique : les membres des fianna irlandaises ne se recrutent pas seulement sur leurs aptitudes physiques, mais sur leur connaissance du savoir traditionnel.
Le Männerbund est également présent chez les Slaves dans la troupe princière appelée Droujina. Elle est évoquée chez les Germains dans l'épopée de Beowulf. Kris Kershaw dans son étude sur le dieu Odin dans la continuité des essais d'Otto Höfler montre les liens de ce dieu souverain avec la tradition de la « chasse sauvage » et des compagnonnages guerriers[réf. nécessaire]. On retrouve des traces de Männerbund chez les Hittites, les Perses sassanides, les Achéménides, les Chorasmiens, les Sogdiens.
Il a été rapproché de l'union fraternelle de plusieurs guerriers autour de leur seigneur, jurant de ne pas quitter le champ de bataille. Cette pratique a été décrite entre autres par Tacite, qui la décrit selon le vocabulaire militaire romain comme un « comitatus ».

## En dehors du monde indo-européen
Cette tradition historique est bien plus ancienne et répandue si l'on considère que cette organisation se retrouve dans la plupart des sociétés de l'Eurasie centrale, dans ses mythes et ses épopées aussi bien que dans leur histoire militaire : Turcs (notamment Türks, Khazars, Ouighours), Kirghizes (épopée de Manas), Hsiung-nu, Huns, Hephtalites, Koguryo, Tibétains, Chinois, Mongols (nöker), etc.
Le héros ou seigneur y est entouré d'un groupe restreint de guerriers d'élite qui lui jurent fidélité, vivent et combattent avec lui, sont couverts d'honneurs et généralement choisissent de se suicider à sa mort.